# Jaroslav Brabec (Leichtathlet)

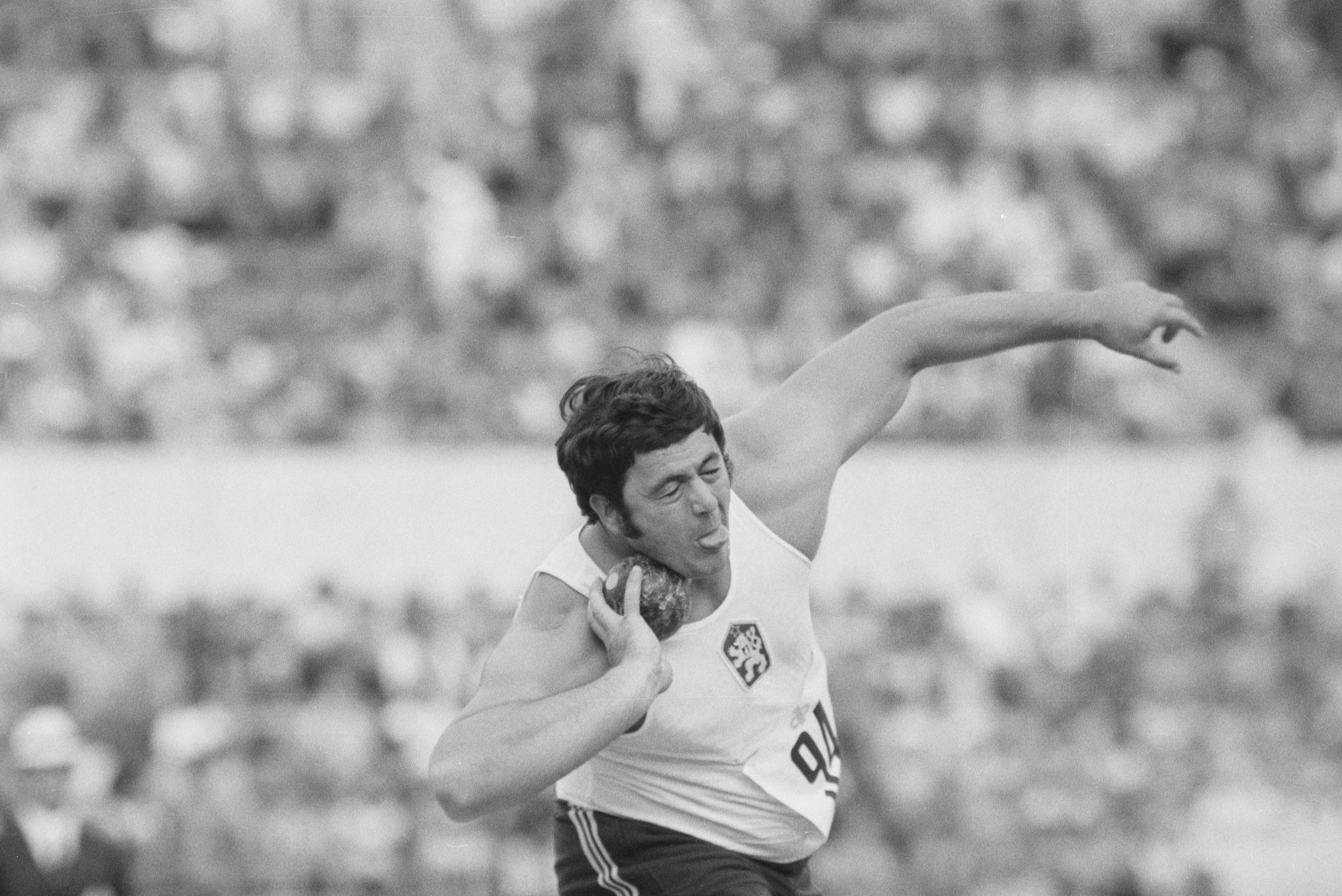
Jaroslav Brabec bei den Europameisterschaften 1974 in Rom

Jaroslav Brabec (* 27. Juli 1949 in Litoměřice; † 20. Mai 2018) war ein tschechoslowakischer Kugelstoßer.
1972 gewann er Bronze bei den Halleneuropameisterschaften in Grenoble und wurde Zehnter bei den Olympischen Spielen in München.
Einem Sieg bei den Halleneuropameisterschaften 1973 in Rotterdam folgte Bronze bei den Halleneuropameisterschaften 1974 in Göteborg und ein vierter Platz bei den Halleneuropameisterschaften in Kattowitz.
Bei den Olympischen Spielen 1976 in Montreal wurde er Elfter. Jeweils Sechster wurde er bei den Halleneuropameisterschaften 1978 in Mailand und 1979 in Wien.
Achtmal wurde er tschechoslowakischer Meister im Freien (1971–1973, 1975, 1976, 1979, 1981, 1982) und fünfmal in der Halle (1971, 1973, 1975, 1978, 1979).

## Persönliche Bestleistungen
- Kugelstoßen: 21,04 m, 1. September 1973, Banská Bystrica
  - Halle: 20,29 m, 11. März 1973, Rotterdam